# 4599 Rowan
4599 Rowan је астероид главног астероидног појаса са средњом удаљеношћу од Сунца која износи 3,075 астрономских јединица (АЈ).
Апсолутна магнитуда астероида је 12,7.